# Yevgeni Petróvich Fiódorov
Yevgeni Petróvich Fiódorov (en ruso: Евге́ний Петро́вич Фёдоров; Strelna, Imperio ruso, 15 de diciembrejul./ 28 de diciembre de 1911greg. -San Petersburgo, Rusia, 15 de julio de 1993) fue un piloto de bombardero soviético de largo alcance que recibió dos veces el título de Héroe de la Unión Soviética. Desde 1933, Fiódorov se desempeñó como piloto en un regimiento de aviación de largo alcance. Fue comandante de escuadrón durante la Guerra de Invierno y recibió el título de Héroe de la Unión Soviética por realizar incursiones de bombardeo. También sirvió en la aviación de largo alcance durante la Segunda Guerra Mundial y recibió el título de Héroe de la Unión Soviética por segunda vez por realizar incursiones de bombardeo estratégico en junio de 1945. Finalmente se retiró con el rango de mayor general en 1958 y vivió en Leningrado, donde trabajó en el aeropuerto local hasta su muerte en 1993.

## Biografía

### Infancia y juventud
Yevgueni Fiódorov nació el 28 de diciembre de 2011 en el seno de una familia de clase trabajadora rusa en la localidad de Strelna en la gobernación de San Petersburgo en lo que en esa época era el Imperio ruso (actualmente en el óblast de Leningrado en Rusia). Se graduó de la escuela secundaria en 1926 y en 1929 en una escuela de oficios en la ciudad de Tver, después trabajó como mecánico en el depósito de la estación ferroviaria Finlyandsky en Leningrado.
En 1930, se unió al Ejército Rojo y dos años después, en 1932,  se graduó en la Escuela Teórica Militar de Pilotos de Leningrado y, un año después, en la Escuela Militar de Pilotos de Oremburgo. En 1932 se unió al Partido Comunista —en esa época conocido como Partido Obrero Socialdemócrata de Rusia (bolchevique)—. Entre 1933 y 1937 se desempeñó como piloto en un regimiento de aviación de largo alcance. En 1938 se convirtió en comandante de destacamento. En 1939 se convirtió en comandante de escuadrón en el 6.º Regimiento de Aviación de Largo Alcance de la 27.ª División de Aviación de Largo Alcance donde operó con bombarderos Túpolev TB-3 e Ilyushin DB-3.

### Segunda Guerra Mundial
Entre noviembre de 1939 y marzo de 1940, durante la Guerra de Invierno contra Finlandia, fue primero subcomandante y después comandante de un escuadrón aéreo del 6.º Regimiento de Aviación de Bombarderos de Largo Alcance. Durante la guerra, realizó 24 salidas de combate en un bombardero Ilyushin DB-3, en las cuales bombardeó concentraciones de tropas y equipamiento enemigo. Por sus heroicas acciones durante la contienda, recibió el título de Héroe de la Unión Soviética y la Orden de Lenin el 7 de abril de 1940.
Después del final de las hostilidades y hasta diciembre de 1940, continuó en su puesto de comandante de escuadrón en el 6.º regimiento (primero estacionado en la ciudad de Kursk y a partir de abril de 1940, en la ciudad de Yevlax en la RSS de Azerbayán). En diciembre de 1940 ingresó en la Academia Militar de la Fuerza Aérea en Mónino.
En julio de 1941, cuando los alemanes iniciaron la operación Barbarroja, Fiódorov se vio obligado a abandonar sus estudios en la Academia del Aire y fue asignado, primero como subcomandante y después como comandante, a un escuadrón aéreo del 93.º Regimiento Aéreo de Bombarderos de Largo Alcance. Durante las fases iniciales de la guerra (julio-noviembre de 1941) luchó bombardeando objetivos enemigos en la RSS de Ucrania. En noviembre de 1941 fue asignado al mando de un escuadrón aéreo del 750.º Regimiento Aéreo de Bombarderos de Largo Alcance, con el que participó en la Batalla de Moscú y en la batalla de Stalingrado.
El 9 de septiembre de 1942 participó en un bombardeo contra Berlín. En el camino hacia la capital alemana, en la ciudad polaca de Danzig (actual Gdansk), su aparato fue atacado tres veces por cazas bimotores Messerschmitt Bf 110, que dañaron el control de los alerones y perforaron el tanque de aceite y el de combustible. A pesar de los graves daños que sufrió su bombardero, Fiódorov continuó con la misión y fue capaz de arrojar las bombas contra los objetivos previstos y de regresar a la base después de cumplir con éxito su misión.
En 1943, se convirtió en subcomandante de la 2.ª División de Aviación de Largo Alcance de la Guardia. El 29 de abril por realizar 139 misiones de combate (123 de ellas nocturnas) fue nominado para recibir su segunda Estrella de Oro de Héroe de la Unión Soviética. Sin embargo el alto mando consideró esta nominación como excesiva y fue rebajada a Orden de Alejandro Nevski que finalmente recibió el 13 de junio. Entre mayo de 1943 y diciembre de 1944 participó en numerosas operaciones aéreas durante las batallas de Kursk, Crimea, Operación Bagratión, Jassy-Kishinev, Budapest, ofensiva del Vístula-Óder, Pomerania Oriental, Koenigsberg y Berlín.
Para finales de noviembre de 1944, había realizado 178 salidas de combate (al final de la guerra fueron en total 200 las salidas de combate que realizó). Durante la guerra principalmente voló en bombarderos Ilyushin Il-4 e Ilyushin DB-3. El 29 de junio de 1945, «por el desempeño ejemplar de las asignaciones de mando en el frente de la lucha contra los invasores alemanes y el coraje y el heroísmo mostrados al mismo tiempo», fue galardonado con una segunda Estrella de Oro de Héroe de la Unión Soviética.

### Posguerra
Después de la guerra, hasta octubre de 1945, continuó en la Fuerza Aérea como comandante adjunto de la 2.ª División de Aviación de Bombarderos de la Guardia (que se encontraba estacionado en la localidad ucraniana de Bila Tserkva). En 1946, recibió la Orden de la Estrella Roja. En 1948, se graduó en la Academia de la Fuerza Aérea de Mónino (actualmente conocida como la Academia Militar del Aire Yuri Gagarin). Después de graduarse, entre julio de 1948 y junio de 1951, fue comandante del 602.º Regimiento de Aviación de Entrenamiento. Después ocupó el puesto de subdirector de la Escuela Táctica de Vuelo  de Altos Oficiales de Aviación de Largo Alcance situada en la ciudad de Ivánovo donde operó con bombarderos Il-4 y Tu-4. Fue ascendido a mayor general en 1957.
Entre noviembre de 1955 y noviembre de 1958 ocupó el puesto de comandante de la 79.º División de Aviación de Bombarderos Pesados estacionada en el óblast de Kaluga donde voló con bombarderos pesados Tu-4. Se retiró del ejército en 1958 y vivió en Leningrado, donde trabajó en el aeropuerto como despachador y director de vuelo. El 6 de abril de 1985, se le otorgó la Orden de la Guerra Patria de 1.er grado con motivo del 40.º aniversario del final de la Segunda Guerra Mundial.
Murió el 15 de julio de 1993 y fue enterrado en el cementerio Severnom de la ciudad de San Petersburgo.

## Promociones
- Teniente (14 de enero de 1936)

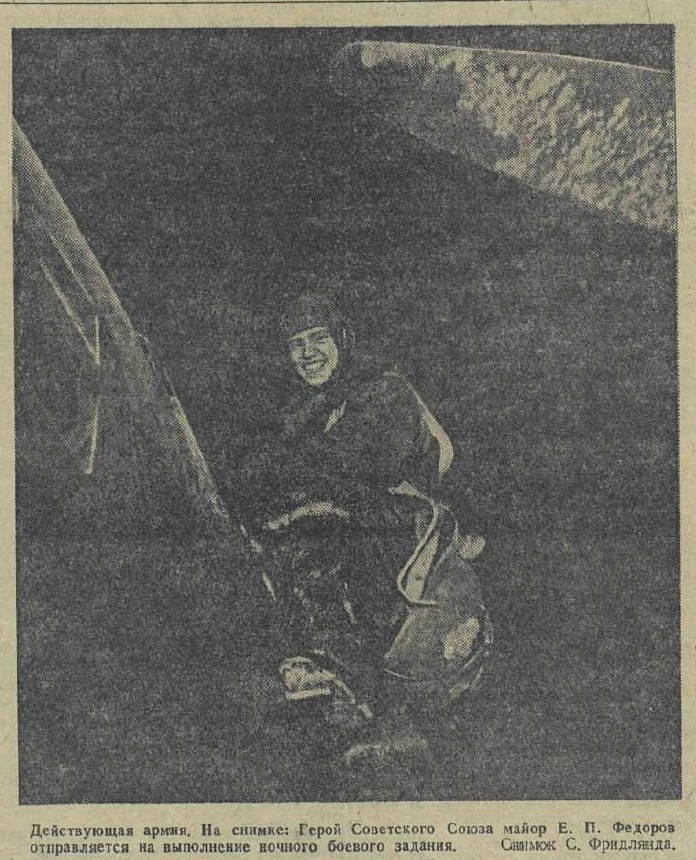
El entonces mayor Yevgueni Fiódorov en un reportaje publicado en el periódico oficial del Ejército Rojo, Estrella Roja, n.º 309 del 31 de diciembre de 1941

- Teniente primero (25 de julio de 1937)
- Capitán (17 de febrero de 1939)
- Mayor (24 de noviembre de 1941)
- Teniente coronel (19 de octubre de 1942)
- Coronel (4 de junio de 1945)
- Mayor general de aviación (27 de agosto de 1957).[1]

## Condecoraciones
A lo largo de su carrera militar Yevgueni Fiódorov recibió las siguientes condecoraciones militares:
- Héroe de la Unión Soviética, dos veces (N.º 331; 7 de abril de 1940[3] y 29  de junio de 1945)
- Orden de Lenin, tres veces (7 de abril de 1940, 29 de marzo de 1942, y 30 de diciembre de 1956)
- Orden de la Bandera Roja, dos veces (15 de enero de 1940 y 17 de mayo de 1951)
- Orden de Alejandro Nevski (13 de junio de 1943)[4]
- Orden de la Guerra Patria de 1.er grado (11 de marzo de 1985)[5]
- Orden de la Estrella Roja, dos veces (6 de mayo de 1946 y 29 de abril de 1954)
- Medalla por el Servicio de Combate
- Medalla Conmemorativa por el Centenario del Natalicio de Lenin
- Medalla por la Defensa de Leningrado (1943)
- Medalla por la Defensa de Moscú (1944)
- Medalla por la Defensa de Stalingrado (1943)
- Medalla por la Victoria sobre Alemania en la Gran Guerra Patria 1941-1945 (18 de agosto de 1945)
- Medalla Conmemorativa del 20.º Aniversario de la Victoria en la Gran Guerra Patria de 1941-1945
- Medalla Conmemorativa del 30.º Aniversario de la Victoria en la Gran Guerra Patria de 1941-1945
- Medalla Conmemorativa del 40.º Aniversario de la Victoria en la Gran Guerra Patria de 1941-1945
- Medalla por la Conquista de Budapest (1945)
- Medalla por la Conquista de Königsberg (1945)
- Medalla por la Conquista de Berlín (1945)
- Medalla al Trabajador Veterano
- Medalla de Veterano de las Fuerzas Armadas de la URSS (1976)
- Medalla del 30.º Aniversario de las Fuerzas Armadas de la URSS
- Medalla del 40.º Aniversario de las Fuerzas Armadas de la URSS
- Medalla del 50.º Aniversario de las Fuerzas Armadas de la URSS
- Medalla del 60.º Aniversario de las Fuerzas Armadas de la URSS
- Medalla del 70.º Aniversario de las Fuerzas Armadas de la URSS
- Medalla Conmemorativa del 800.º Aniversario de Moscú
- Medalla Conmemorativa del 250.º Aniversario de Leningrado